# Pemiscot County
Pemiscot County is een county in de Amerikaanse staat Missouri.
De county heeft een landoppervlakte van 1.277 km² en telt 20.047 inwoners (volkstelling 2000). De hoofdplaats is Caruthersville.